# Wilhelm Ferdinand Kalle
Wilhelm (Jakob) Ferdinand Kalle (Biebrich, Wiesbaden, 19 de fevereiro de 1870 - Tutzing, 7 de setembro de 1954) foi um químico, industrial e político alemão.

## Biografia
O seu pai era o industrial Wilhelme Kalle. Ele estudou na Universidade de Genebra e na Universidade de Estrasburgo . Ele também foi director-geral da fábrica química Kalle, bem como membro do Partido Popular Alemão no Reichstag e do parlamento estadual da Prússia.